# OTR-21 Totxka
OTR-21 Totxka és un míssil tàctic soviètic. La seva denominació OTAN és 9K79; el seu nom d'informació de l'OTAN és SS-21 Scarab. Es transporta en un vehicle 9P129 i s'eleva abans del llançament. Utilitza un sistema de guia inercial. En rus es diu оперативно-тактический ракетный комплекс (ОТР) «Точка» («punt»); míssil balístic tàctic «Totxka»)
Se'ls va desplegar a Alemanya Oriental el 1981, per reemplaçar l'anterior sèrie de coets d'artilleria no guiats.

## Descripció
L'OTR-21 és un sistema mòbil de llançament de míssils, dissenyat per ser desplegat juntament amb altres unitats de combat terrestre al camp de batalla. Mentre que el 9K52 Luna-M és gros i relativament inexacte, l'OTR-21 és molt més petit. El propi míssil pot servir per objectius tàctics enemics, com llocs de control, ponts, instal·lacions d'emmagatzematge, concentracions de tropes i aeròdroms. L'ogiva de fragmentació pot ser substituïda per una ogiva nuclear, biològica o química. El propulsor sòlid en facilita el manteniment i desplegament.
Les unitats OTR-21 solen administrar-se en una estructura de brigada. Hi ha 18 llançadors en una brigada; cada llançador té dos o tres míssils. El vehicle és completament amfibi, amb una velocitat màxima de 60 km/h i 8 km/h a l'aigua. Està protegit per nuclear, biològic i químic (NBQ). El sistema es va desenvolupar a partir dede 1968. Se'n van desenvolupar tres variants.

### Scarab A
El Scarab A inicial va entrar en servei amb l'Exèrcit Soviètic el 1975. El radi d'acció s'estén de 15 km a 70 km; l'error circular probable (CEP) s'estima a uns 150 m. Pot portar un dels tres tipus d'ogiva:
- 482 kg d'explosiu convencional
- fragmentació (radi letal superior a 200 m)

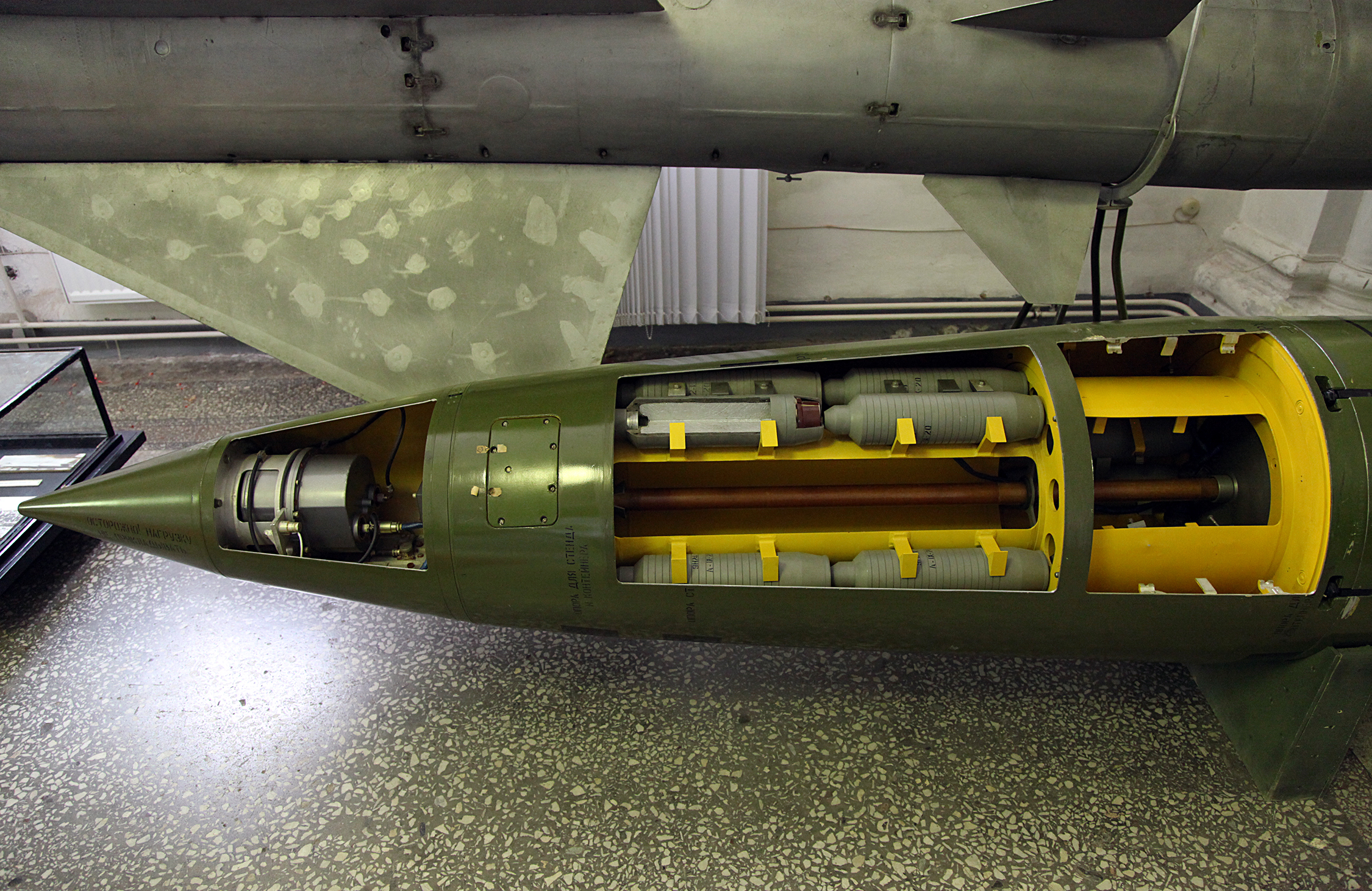
Missil 9M79K per al sistema de míssils 9K79 Totxka

- nuclear

### Scarab B
El Scarab B millorat (Totxka-U) va passar les proves estatals de 1986 a 1988 i es va introduir el 1989. El propulsor millorat va augmentar el radi d'acció fins a 120 km. La precisió (error probable) en va augmentar significativament, fins a menys de 95 m.

### Scarab C
Una tercera variant, Scarab C, es va desenvolupar a la dècada de 1990. De nou, l'abast en va augmentar fins a 185 km i el CEP va disminuir a menys de 70 m. Scarab C pesa 1.800 kg.

## Ús en combat
- El 1994 el govern iemenita va utilitzar míssils Totxka contra les forces del sud durant la guerra civil de 1994.[1]
- L'any 1999 Rússia se'n va servir a la Segona Guerra de Txetxènia.[2]
- Almenys quinze míssils Totxka van ser desplegats per les forces russes entre el 8 i l'11 d'agost de 2008 durant la Guerra a Ossètia del Sud (2008).[3]
- CNN va informar que almenys un va ser utilitzat a prop de Donetsk durant la Guerra al Donbàs per l'exèrcit ucraïnès o per les forces amb suport de Rússia. L'exèrcit ucraïnès va emetre un comunicat en què va negar l'ús del míssil balístic.[4][5]

### Guerra civil de Síria (2011-present)
- Al principi de desembre de 2014, l'exèrcit sirià va disparar almenys un Totxka contra els rebels sirians durant el setge de Wadi al-Deif, prop de Maarat an-Numan, a la província d'Idlib.[6]
- El 26 d'abril de 2016, l'exèrcit sirià en va disparar una contra Grups armats de la Guerra Civil siriana al Centre de Defensa Civil de Síria a l'oest d'Alep.[7]
- El 14 de juny de 2016, l'exèrcit sirià en va disparar una contra els grups rebels sirians Al-Rahman Legion i Jaysh Al-Fustat a Ghuta, matant diversos combatents.[8]
- El 20 de març de 2018, l'exèrcit sirià en va disparar una cap a la província turca de Hatay, que va caure al districte fronterer de Yayladağı sense causar cap víctima ni dany.[9][10]
- El 23 de juliol de 2018, l'exèrcit sirià va disparar dos míssils Totxka prop de la frontera israeliana. Inicialment es pensava que arribaven a Israel prop del Llac de Tiberíades, dos interceptors de la fona de David van ser disparats per Israel. Uns instants després es va fer evident que anaven a atacar a Síria, ja que un interceptor va ser detonat sobre Israel mentre l'altre va caure dins de Síria.[11] Un míssil Totxka va aterrar 1 quilòmetre dins de Síria.[12]
- El 5 de març de 2021, l'exèrcit sirià va disparar un míssil KN-02 Toksa, una còpia de Corea del Nord, de curt abast de combustible sòlid contra una important instal·lació petroliera a la governació d'Idlib, que actualment està sota el control dels insurgents que tenen el suport de Turquia.[13][14] L'atac prop de les instal·lacions petrolieres va encendre grans incendis i va matar una persona i en va ferir onze.[14]

### Guerra civil iemenita (2014-present)
- El 20 d'agost de 2015, durant la intervenció encapçalada per Aràbia Saudita al Iemen, la Guàrdia Republicana (Iemen) lleial a Ali Abdallah al-Salih va disparar un Totxka dirigit contra una base saudita.
- El 4 de setembre de 2015, les forces de Houthi en van disparar una contra la base de Safir a Marib, que hi va matar més de cent membres de la coalició liderada per Aràbia Saudita.[15][16][17]
- El 14 de desembre de 2015, les forces de Houthi van disparar un altre míssil Totxka contra la base de Bab el-Màndeb, que hi va matar més de 150 membres del personal de la coalició liderada per Aràbia Saudita.[18][19][20]
- El 16 de gener de 2016, les forces de Houthi van disparar un Totxka sobre la base d'Al Bairaq a Marib i van matar dotzenes de membres de la coalició liderats per Aràbia Saudita[21][22]
- El 31 de gener de 2016, les forces de Houthi van disparar un Totxka sobre la base d'Al Anad a Lahej que va matar o ferir més de dos cents membres de la coalició liderada per Aràbia Saudita[23][24][25]

### Guerra de Nagorno-Karabakh 2020
- L'Azerbaidjan va pretendre que Armènia va disparar coets Totxka-U al seu territori durant la Guerra de l'Alt Karabakh de 2020. Armènia ho va negar, afirmant que l'Azerbaidjan feia «desinformació per justificar l'ús d'un sistema similar o un sistema de calibre superior».[26]

### 2022 Invasió russa d'Ucraïna (2022–present)
- El 24 de febrer de 2022, les forces ucraïneses van llançar un atac amb míssils a la base aèria russa de Mil·lerovo a l'oblast de Rostov. Hi van fer servir dos míssils balístics Totxka-U en resposta a la invasió russa i per evitar més atacs aeris de la força aèria russa contra Ucraïna.[27] L'atac va deixar un Su-30SM destruït a terra.[28]
- El 24 de febrer, les forces russes van emprar un míssil 9M79 Totxka per atacar prop d'un hospital a Vugledar a l'óblast de Donetsk d'Ucraïna, que va matar quatre civils i en va ferir deu. Amnistia Internacional va confirmar en un informe que l'objectiu era un hospital, i no pas un objectiu militar.[29]
- El 14 de març de 2022, la Federació Russa i el govern de la República Popular separatista de Donetsk van culpar les forces ucraïneses de llançar un míssil Totxka-U que va matar vint-i-tres civils i en va ferit vint-i-huit a Donetsk.[30]
- El 24 de març de 2022, el vaixell de desembarcament BDK Sarátov de la Marina Russa de la classe Alligator que era atracat al port de Beryansk a Ucraïna, es va incendiar i es va enfonsar. L'atac probablement va ser dut a terme per un míssil balístic ucraïnès Totxka-U.[31]

## Operadors

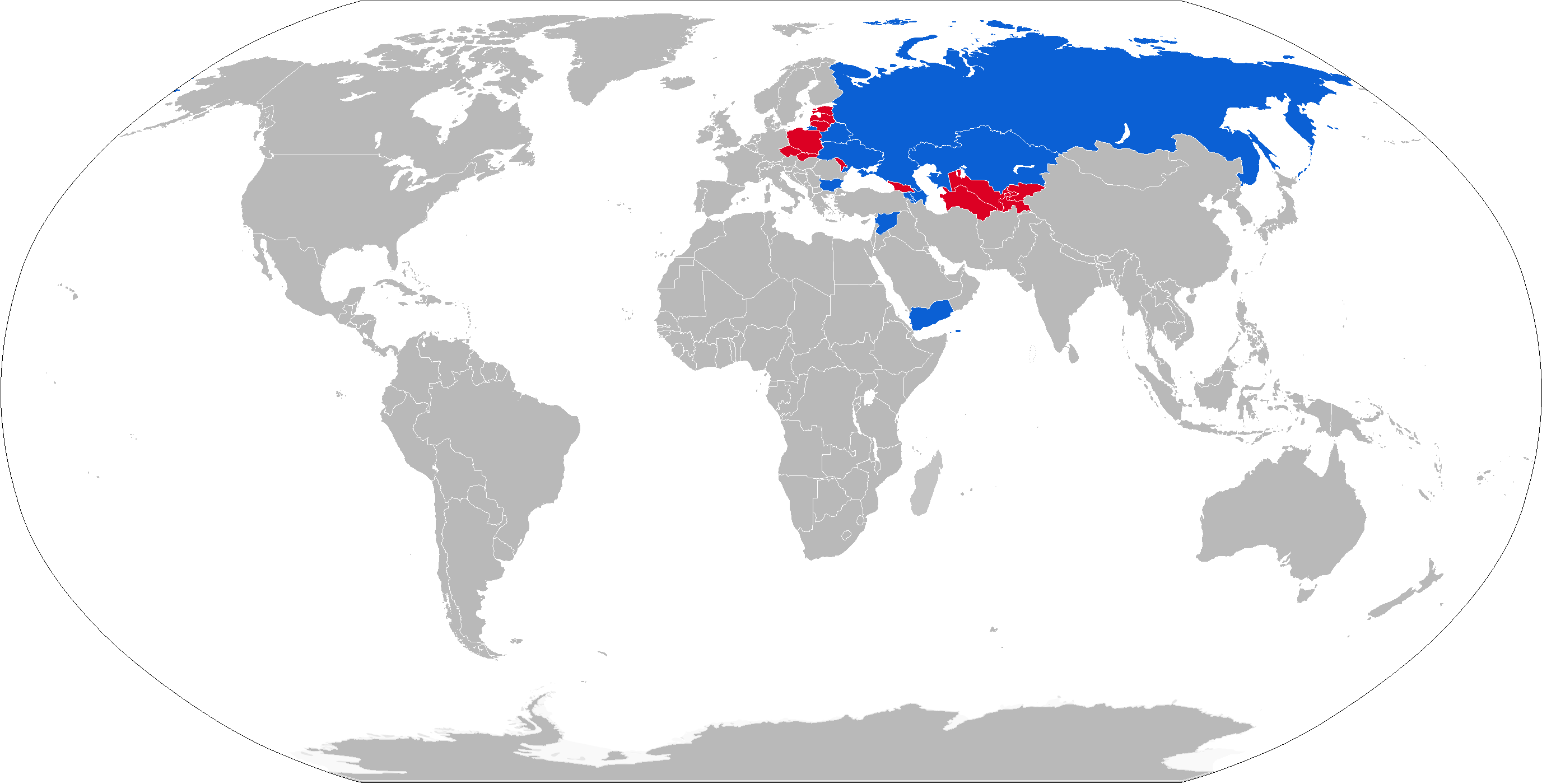
Mapa d'operadors OTR-21 en blau amb antics operadors en vermell

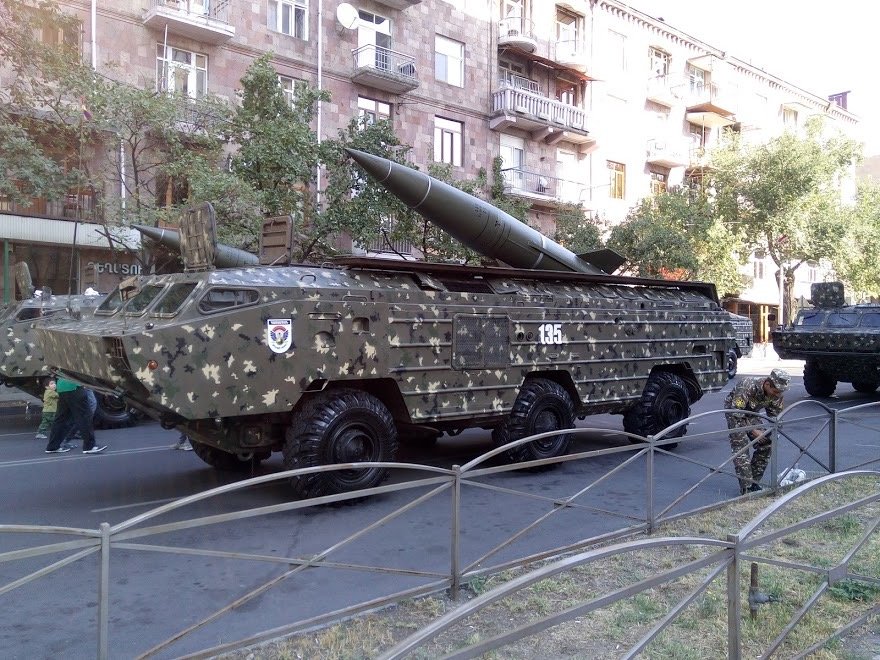
OTR-21 armeni durant la desfilada del Dia de la Independència en Erevan, 2016

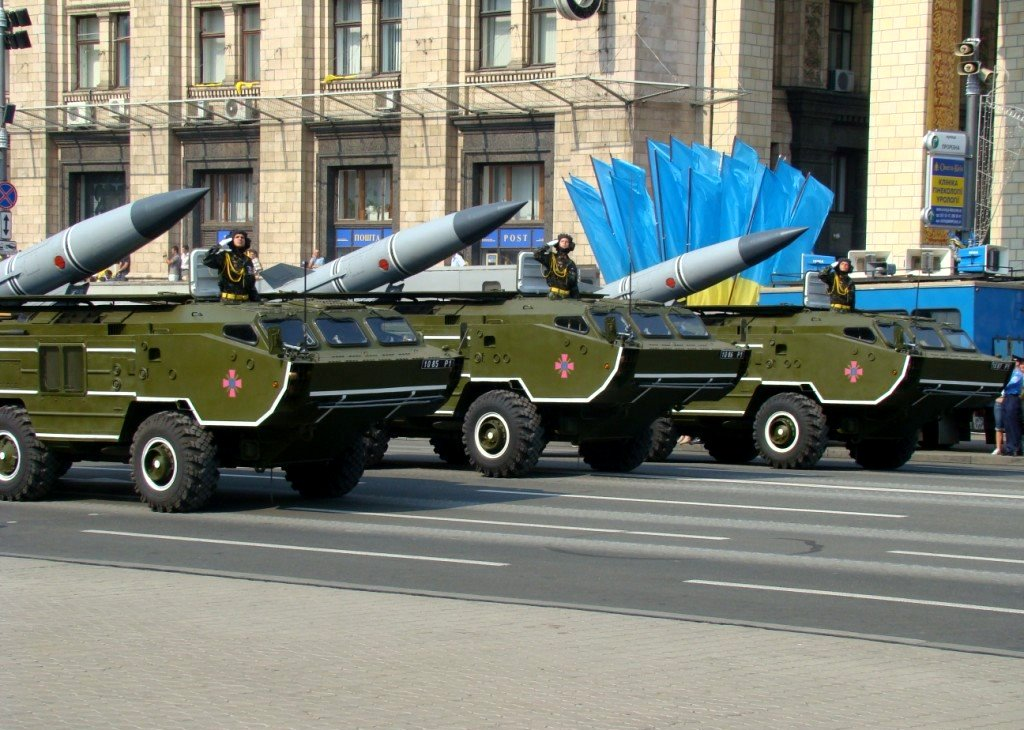
Míssils ucraïnesos OTR-21 Tochka durant la desfilada del Dia de la Independència en Kíev, 2008

### Operadors actuals
Armènia
Almenys 4 llançadors Totxka
 Azerbaidjan
3 llançadors Totxka amb 4 míssils
 Belarús
36
 Bulgària
18
 Kazakhstan
número desconegut
 Corea del Nord
número desconegut de la variant Hwasong-11
 Rússia
220 llançadors. Els sistemes de míssils s'han modernitzat des de 2004 (substituint els sistemes de control automatitzat a bord) i es preveu que se substitueixin pels míssils Iskander 9K720 per 2020.
 Ucraïna
90
Siria
Corea del Nord subministrada, números desconeguts
 Iemen
gran número

### Antics operadors
Txecoslovàquia
Passat als estats successors.
 Txèquia
Heretat de Txecoslovàquia, fora de servei.
Alemanya de l'Est
Va passar a Alemanya.
 Alemanya
fora de servei
 Polònia
4 posats fora de servei el 2005, degut a la falta de coets i recanvis.

Va ordenar 12 llançadors i al voltant de cent míssils. Declarat operatiu el 1988. Probablement es van fer servir durant la guerra civil de 1994, i després van passar al Iemen unificat. També haurien servir durant la guerra civil en curs.
 Eslovàquia
un número petit, heretat de Txecoslovàquia, tots fora de servei.
 Unió de Repúbliques Socialistes Soviètiques
Passat als estats successors.